# チョコレート・ナイーブ

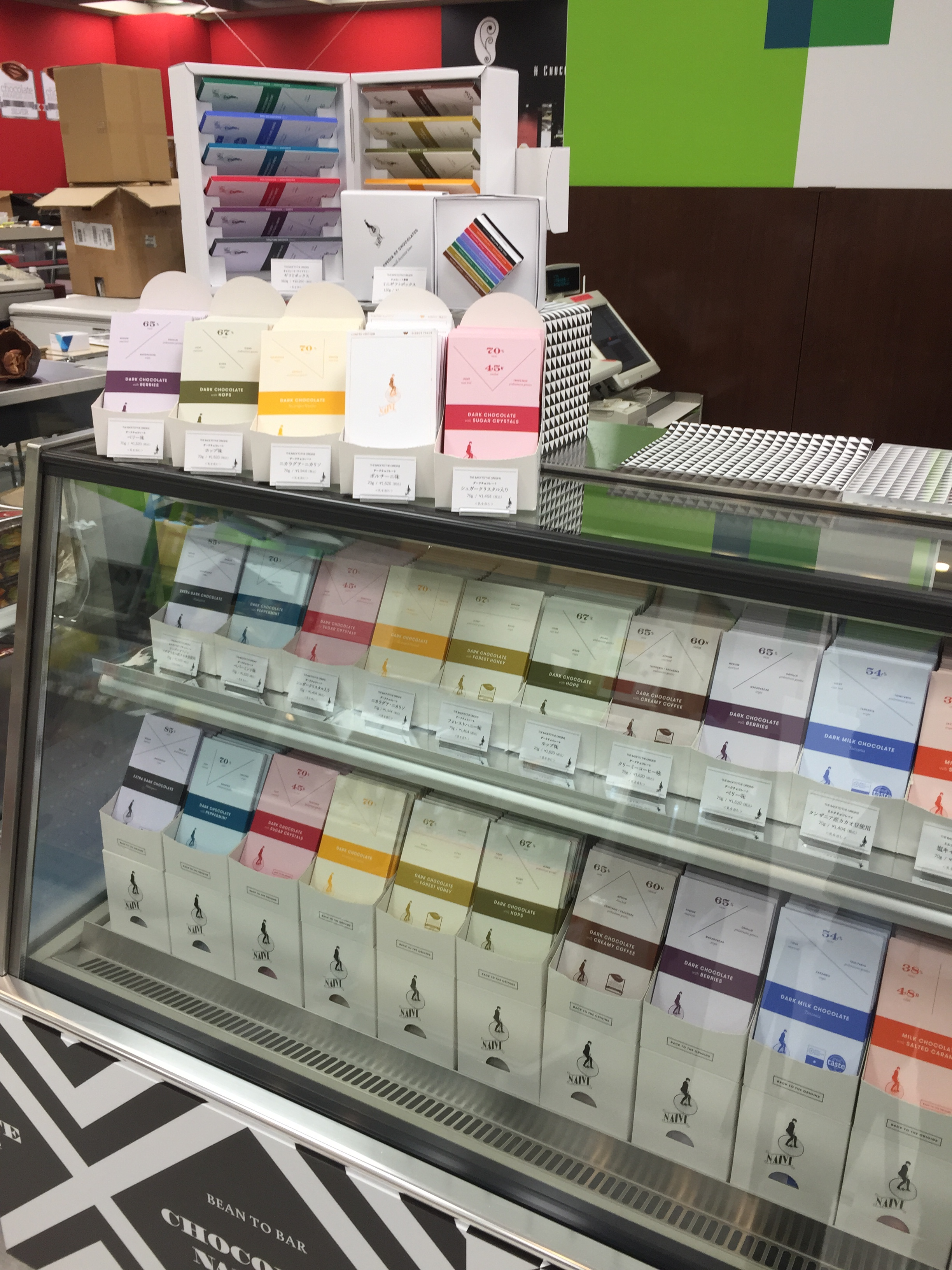
サロンドショコラ2014でのチョコレートナイーブの出店の様子

チョコレート・ナイーブ（Chocolate NAIVE）は、リトアニアで唯一のビーン・トゥ・バー・チョコレートメーカーである。

## 概要
2011年にEUのサポートを受けデビュー。イギリス、フランス、ドイツ、アメリカ、中国、日本と世界各地に進出している。
リトアニアの首都ビリニュスの郊外に工場を構え、ビリニュスの中心にチョコレートとアパレルの店舗、House of NAIVEを展開している。
2014年、サロンドショコラ東京に出店。
日本ではfrom East to East projectが展開しており、外苑前のLTshopで試食・購入できる。

## 創始者
ファウンダーのドマンタス・ウジュパリス（Domantas Uzpalis）はリトアニア生まれ。ロンドンに留学後、母国でのクリエーションを決意しチョコレートの道へ。リトアニアの食材とカカオのコンビネーションを最大限にひきだしたチョコレートをつくっている。

## 主な受賞歴
- インターナショナル・チョコレート・ アワード2013／ワールドファイナリスト（クリーミーコーヒー）
- ワールド・チョコレート・アワード2013／ブロンズ賞（ミルクチョコレート）
- グレート・テイスト・アワード2014／ブロンズ（ミルクチョコレート）
- ノースウェスト・チョコレート・フェスティバル2014／イノベーションアワード（フォレストハニー ）
- インターナショナル・チョコレート・ アワード2014／ヨーロピアントップ6（エクストラダークチョコレート）
- インターナショナル・チョコレート・ アワード2014／ヨーロピアンゴールド（フォレストハニー）
- インターナショナル・チョコレート・ アワード2015／ヨーロピアントップ6（ミルクチョコレート）